# Vicente Emparán

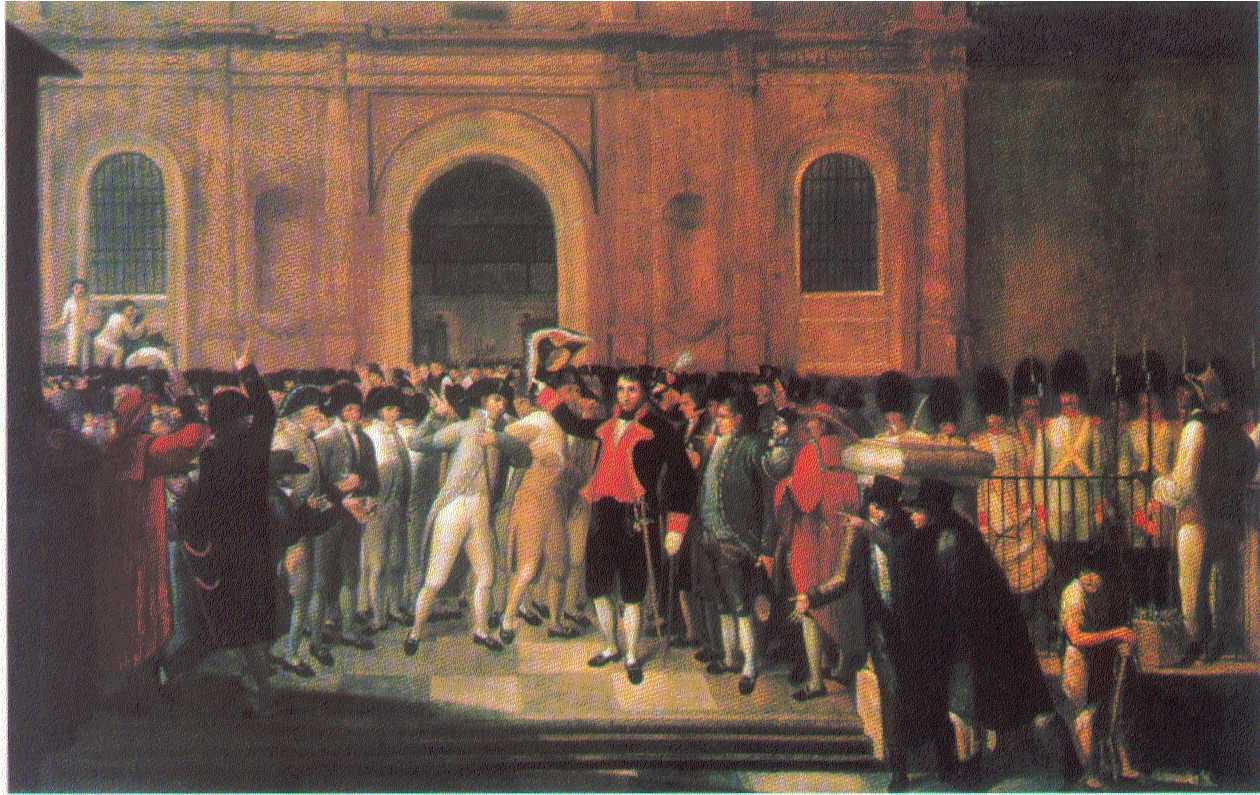
19 de Abril. Juan Lovera (1835). Lovera disegno quest'opera a memoria. Emparán (uniforme nera e bavero rosso) sui gradini della cattedrale attorniato dai membri del consiglio cittadino (in grigio) e da altri importanti personaggi che lo guidano al cabildo. Esposto presso il Palacio Federal Legislativo di Caracas.

Vicente Emparán, pronunciato biˈθente empaˈɾan, e a volte Emparan ([emˈpaɾan]) (Azpeitia, 1747 – El Puerto de Santa María, 3 ottobre 1842), è stato un generale spagnolo di origine basca che divenne capitano generale del Venezuela.

## Biografia
Fu governatore della provincia di Cumaná nella Capitaneria Generale del Venezuela tra il 1792 ed il 1804, e per questo si conquistò la stima dei venezuelani.
Nel 1808 Emparán tornò in Spagna durante la Guerra d'indipendenza spagnola. Qui il neo-insediato governo di Giuseppe Bonaparte lo nominò capitano generale del Venezuela, ma dopo questa nomina Emparán attraversò il territorio controllato dalla Junta Centrale Suprema. Giurò alleanza alla Junta ed a Ferdinando VII di Spagna, il re che era tenuto prigioniero dagli invasori francesi. Nel gennaio 1809 la Junta Centrale ne ratificò la nomina per sostituire il precedente capitano generale, Manuel de Guevara y Vasconcelos, morto due anni prima.
Emparán giunse in Venezuela nel maggio 1809. L'anno successivo riuscì ad evitare i numerosi tentativi del ceto alto di insediare una junta in Venezuela (tra loro la famosa Conspiración de Los Mantuanos), spesso parlando personalmente con coloro che guidavano i movimenti. Nonostante fosse un buon governatore, il 19 aprile 1810 vari membri del consiglio cittadino cabildo) di Caracas ed altri cittadini influenti sfruttarono la folla radunatasi per il Giovedì santo organizzando un'agitazione popolare che sostenesse la creazione di una junta. La folla gli impedì di raggiungere la cattedrale per la messa del giorno, ed egli fu invece condotto presso l'edificio del cabildo (oggi noto come Casa Amarilla) nella piazza principale, proprio in faccia alla cattedrale. Qui incontrò un consiglio aperto (cabildo abierto). Emparán parlò direttamente alla folla dalla balconata dell'edificio, e vedendo che tutti chiedevano l'istituzione di una junta fece volontariamente un passo indietro. Il cabildo si trasformò nella Junta Suprema di Caracas, iniziando a gestire gli affari provinciali. In seguito alla sua estromissione, si diresse a Filadelfia, negli Stati Uniti, da dove comunicò l'evento al governo spagnolo prima di tornare in Spagna. Sembra che qui fu processato per il suo fallimento nel tentativo di impedire l'istituzione di una junta, ma che fu assolto. Morì a El Puerto de Santa María, Cadice (Spagna), il 3 ottobre 1842.